# Ophiogeron granulatus
Ophiogeron granulatus is een slangster uit de familie Ophiomyxidae.
De wetenschappelijke naam van de soort werd in 1883 gepubliceerd door Theodore Lyman.